# Phenix City
Phenix City is een plaats (city) in de Amerikaanse staat Alabama, en valt bestuurlijk gezien onder Lee County en Russell County.

## Demografie
Bij de volkstelling in 2000 werd het aantal inwoners vastgesteld op 28.265.
In 2006 is het aantal inwoners door het United States Census Bureau geschat op 30.067, een stijging van 1802 (6.4%).

## Geografie
Volgens het United States Census Bureau beslaat de plaats een oppervlakte van
64,1 km², waarvan 63,7 km² land en 0,4 km² water. Phenix City ligt op ongeveer 110 m boven zeeniveau.

## Plaatsen in de nabije omgeving
De onderstaande figuur toont nabijgelegen plaatsen in een straal van 32 km rond Phenix City.

## Geboren in Phenix City
- Harvey Glance (1957-2023), atleet